# Zygopa
Zygopa is een geslacht van kreeftachtigen uit de klasse van de Malacostraca (hogere kreeftachtigen).

## Soorten
- Zygopa lalanai Ortiz, 2015
- Zygopa michaelis Holthuis, 1961
- Zygopa nortoni Serène & Umali, 1965